# ماسیمو تروئیزی

ماسیمو تروئیزی (ایتالیایی: Massimo Troisi؛ زاده ۱۹ فوریهٔ ۱۹۵۳ درگذشته ۴ ژوئن ۱۹۹۴) کارگردان و هنرپیشه اهل ایتالیا بود. وی بین سال‌های ۱۹۷۷ تا ۱۹۹۴ میلادی فعالیت می‌کرد.

## فیلم‌شناسی

### کارگردان
- Ricomincio da tre (1981)
- Morto Troisi, viva Troisi! (1982, TV special)
- Scusate il ritardo (1983)
- Non ci resta che piangere (۱۹۸۴، به همراه روبرتو بنینی)
- Le vie del Signore sono finite (1987)
- Pensavo fosse amore, invece era un calesse (1991)

### فیلم‌نامه‌نویس
- Ricomincio da tre (1981)
- Morto Troisi, viva Troisi! (۱۹۸۲)
- Scusate il ritardo (1983)
- Non ci resta che piangere (۱۹۸۴)
- Le vie del Signore sono finite (1987)
- Pensavo fosse amore, invece era un calesse (1991)
- ایل پوستینو: پستچی (۱۹۹۴)

### هنرپیشه
- Ricomincio da tre (۱۹۸۱)
- Morto Troisi, viva Troisi! (۱۹۸۲)
- نه ممنون، قهوه مرا عصبی می‌کند (۱۹۸۲)
- Scusate il ritardo (۱۹۸۳)
- "FF.SS." – Cioè: "...che mi hai portato a fare sopra a Posillipo se non mi vuoi più bene?" (۱۹۸۳)
- Non ci resta che piangere (۱۹۸۴)
- Hotel Colonial (۱۹۸۶)
- Le vie del Signore sono finite (۱۹۸۷)
- اسپلندور (۱۹۸۹)
- ساعت چنده؟ (۱۹۸۹)
- سفر کاپیتان فراکاسا (۱۹۹۰)
- Pensavo fosse amore, invece era un calesse (۱۹۹۱)
- ایل پوستینو: پستچی (۱۹۹۴)

## جوایز و افتخارات
- کاندیدای بفتای بهترین بازیگر نقش اول مرد برای فیلم ایل پوستینو: پستچی در سال ۱۹۹۵
- کاندیدای اسکار بهترین بازیگر نقش اول مرد برای فیلم ایل پوستینو: پستچی در 68 امین دوره جوایز اسکار